# Suro-Craic (Ort, Leolima)
Suro-Craic (Surukraik, Soro-Craic) ist eine osttimoresische Siedlung im Suco Leolima (Verwaltungsamt Hato-Udo, Gemeinde Ainaro).

## Geographie und Einrichtungen
Suro-Craic ist eine Siedlung im Süden der Aldeia Suro-Craic, in einer Meereshöhe von 475 m. Sie bildet den Norden des Siedlungszentrums Hato-Udo. Durch Suro-Craic führt eine Straße, die Hato-Udo mit den Norden des Sucos Leolima verbindet. Südlich liegt die Siedlung Groto und nördlich der Grenze in der Aldeia Goulau das Dorf Mausoe.
Im Ort Suro-Craic befinden sich der Sitz des Sucos (weswegen der Ort manchmal auch Leolima genannt wird), die katholische Pfarrkirche Nossa Senhora de Lourdes und ein permanenter Hubschrauberlandeplatz.